# 仰口隧道
仰口隧道，是一座位於中华人民共和国山东省青岛市的山底隧道，是胶东半岛第一条长大隧道。它下穿青岛崂山，是青岛滨海公路的控制工程。隧道於2004年11月28日动工，並於2006年5月10日贯通，於2006年12月1日正式通车。隧道为双洞单向分离式，共设双向6车道（单向各3车道），设计车速80km/h。